# 黒瀬蛙一
黒瀬 蛙一(くろせ かいち、1969年1月3日 - )は、東京都出身のドラマー。

## 概要
音楽に目覚めたきっかけは、YMO。
TWINZERのレコーディングに参加する傍ら、1993年には、ZARDが『負けないで』でテレビ朝日『ミュージックステーション』の生放送に出演した際に脱退した元メンバー・道倉康介の代理として同行していた。その演奏中に誤ってシンバルをドラム台から落としてしまい、落ち込んでいたところ番組終了後にボーカルの坂井泉水が微笑みかけてくれた、というエピソードが坂井の死後に『Music Freak』誌2007年11月号で黒瀬のコメントにより明かされた。
その後、1996年に、B'zのギタリスト・松本孝弘のソロアルバム『Rock'n Roll Standard Club』のレコーディングとライブツアーに参加。また、B'zの10thアルバム『Brotherhood』、マストアルバム『B'z The "Mixture"』、11thアルバム『ELEVEN』のレコーディングに参加し、『B'z LIVE-GYM '98 "SURVIVE"』、『B'z LIVE-GYM '99 "Brotherhood"』、『B'z LIVE-GYM Pleasure 2000 "juice"』、『B'z LIVE-GYM 2001 "ELEVEN"』のサポートドラマーを務め、約4年間B'zと活動を共にした。
2001年、松尾成大、満園庄太郎と共にTHE SUN HEADSを結成。
2002年、松尾成大の脱退により、後任に及崎森平を迎え、flowerを結成。ミニ・アルバム1枚を発売後、バンド名を「flow-war」と改称し、シングル3枚とアルバム1枚をリリースするが、2004年に活動休止。
2007年、ZARDの追悼コンサート『What a beautiful memory』及びNHK『第58回NHK紅白歌合戦』でのZARDフィルムコンサートの演奏に参加。

## レコーディング参加作品

### 1996年
- TWINZERのシングル『HOT TIME』に参加。
- WANDSのシングル『WORST CRIME〜About a rock star who was a swindler〜』に参加。
- 松本孝弘プロデュースのアルバム『Rock'n Roll Standard Club』に参加。「MOVE OVER」「LIFE FOR THE TAKING」「COMMUNICATION BREAKDOWN」「MISTREATED」のドラムを担当。

### 1998年
- TWINZERのシングル『She's in love』に参加。
- 稲葉浩志のシングル『遠くまで』に参加。

### 1999年
- B'zのシングル『ギリギリchop』に参加。全曲のドラムを担当。
- B'zのアルバム『Brotherhood』に参加。「ギリギリchop (Version 51)」を除く全曲のドラムを担当。
- WANDSのアルバム『AWAKE』に参加。「With you 〜living in my heart〜」「Still in love」「Please tell me Jesus」のドラムを担当。

### 2000年
- B'zのアルバム『B'z The "Mixture"』に参加。「だからその手を離して -Mixture style-」「OH! GIRL -Mixture style-」「孤独のRunaway -Mixture style-」のドラムを担当。
- B'zのシングル『May』に参加。「You pray, I stay」のドラムを担当。
- B'zのシングル『RING』に参加。「guilty」のドラムを担当。
- B'zのアルバム『ELEVEN』に参加。「信じるくらいいいだろう」「煌めく人」「TOKYO DEVIL」「コブシヲニギレ」「扉」のドラムを担当。

### 2001年
- B'zのシングル『GOLD』に参加。「まっかなシルク」のドラムを担当。

### 2004年
- BON-BON BLANCOのミニアルバム『Winter Greetings』に参加。「So Many X'mas」のドラムを担当。

### 2005年
- 真中潤のミニアルバム『Sky High』に参加。全曲のドラムを担当。

### 2006年
- 真中潤のアルバム『UNITY』に参加。「Perfect」「Get The Party」「UNITY」「Voltage」「Last Song」「Message」「Friends」「Thank U」のドラムを担当。
- BREAKERZのアルバム『BREAKERZ』に参加。
- BREAKERZのアルバム『CRASH & BUILD』に参加。
- BREAKERZのアルバム『アオノミライ』に参加。